# Jekaterina Konstantinowna Abramowa

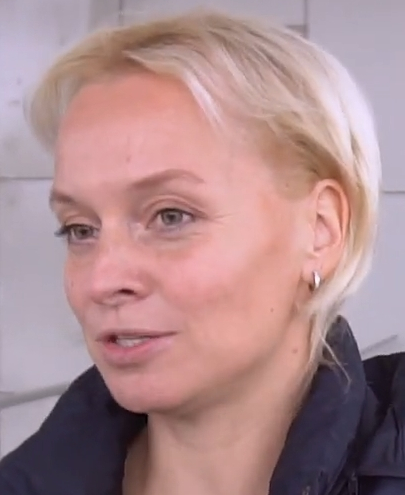
Jekaterina Abramowa (Oktober 2019)

Jekaterina Konstantinowna Abramowa (russisch Екатерина Константиновна Абрамова; * 14. April 1982 in Leningrad) ist eine ehemalige russische Eisschnellläuferin.
Jekaterina Abramowa debütierte im Februar 2004 im Weltcup. Als Allrounderin bestritt sie Rennen vom 500-Meter-Sprint bis zur 3000-Meter-Distanz. Ihre größten Erfolge feierte sie in der Mannschaftsverfolgung: Zusammen mit Jekaterina Lobyschewa und Swetlana Wyssokowa gewann sie in dieser Disziplin die Bronzemedaille bei den Olympischen Winterspielen 2006 in Turin. Außerdem entschied sie zwischen 2007 und 2009 drei Teamrennen im Weltcup für sich. Abramowas bestes Weltcup-Einzelergebnis war ein fünfter Platz über 1500 Meter in Moskau im November 2006. Bei den Olympischen Spielen 2006 wurde sie Neunte über 1000 Meter und belegte Platz 21 über 1500 Meter. Vier Jahre später bei den Winterspielen in Vancouver erreichte sie den 32. Rang über 1500 Meter.
Abramowa wurde 2006/07 vor Galina Lichatschowa russische Meisterin im Kleinen Vierkampf und holte zudem vor Julija Skokowa den nationalen Titel über 1500 Meter. Drei weitere russische Meistertitel errang sie zwischen Dezember 2005 und März 2009 in der Teamverfolgung. Im März 2008 wurde Abramowa vom russischen Verband aufgrund einer Schlägerei mit ihrer Teamkollegin Jekaterina Lobyschewa beim Weltcup in Heerenveen für ein Jahr für alle nationalen und internationalen Meisterschaften inklusive Weltcuprennen gesperrt, während Lobyschewa nur verwarnt wurde.
Nach den Olympischen Winterspielen 2010 legte Abramowa eine Wettkampfpause wegen der Geburt ihrer ersten Tochter im Dezember 2010 ein. Im Februar 2011 erklärte sie, dass sie ihre Karriere nicht fortsetzen wolle.

## Eisschnelllauf-Weltcup-Platzierungen
Die Tabelle zeigt die erreichten Platzierungen im Eisschnelllauf-Weltcup.
- Platz 1.–3.: Anzahl der Podiumsplatzierungen
- Top 10: Anzahl der Platzierungen unter den ersten zehn

| Platzierung         | 100 m | 500 m | 1000 m | 1500 m | 3000 m | 5000 m | 10.000 m | Team | Gesamt |
| ------------------- | ----- | ----- | ------ | ------ | ------ | ------ | -------- | ---- | ------ |
| 1. Platz            |       |       |        |        |        |        |          | 3    | 3      |
| 2. Platz            |       |       |        |        |        |        |          | 1    | 1      |
| 3. Platz            |       |       |        |        |        |        |          | 4    | 4      |
| Top 10              |       |       | 1      | 1      |        |        |          | 12   | 14     |
| Stand: Karriereende |       |       |        |        |        |        |          |      |        |